# Esslingen am Neckar
Esslingen am Neckar este un oraș din landul Baden-Württemberg, Germania.

## Monumente
- Biserica Sfântul Dionisie din Esslingen, cu un ansamblu de vitralii medievale intacte